# إسكندر (الدولة التيمورية)

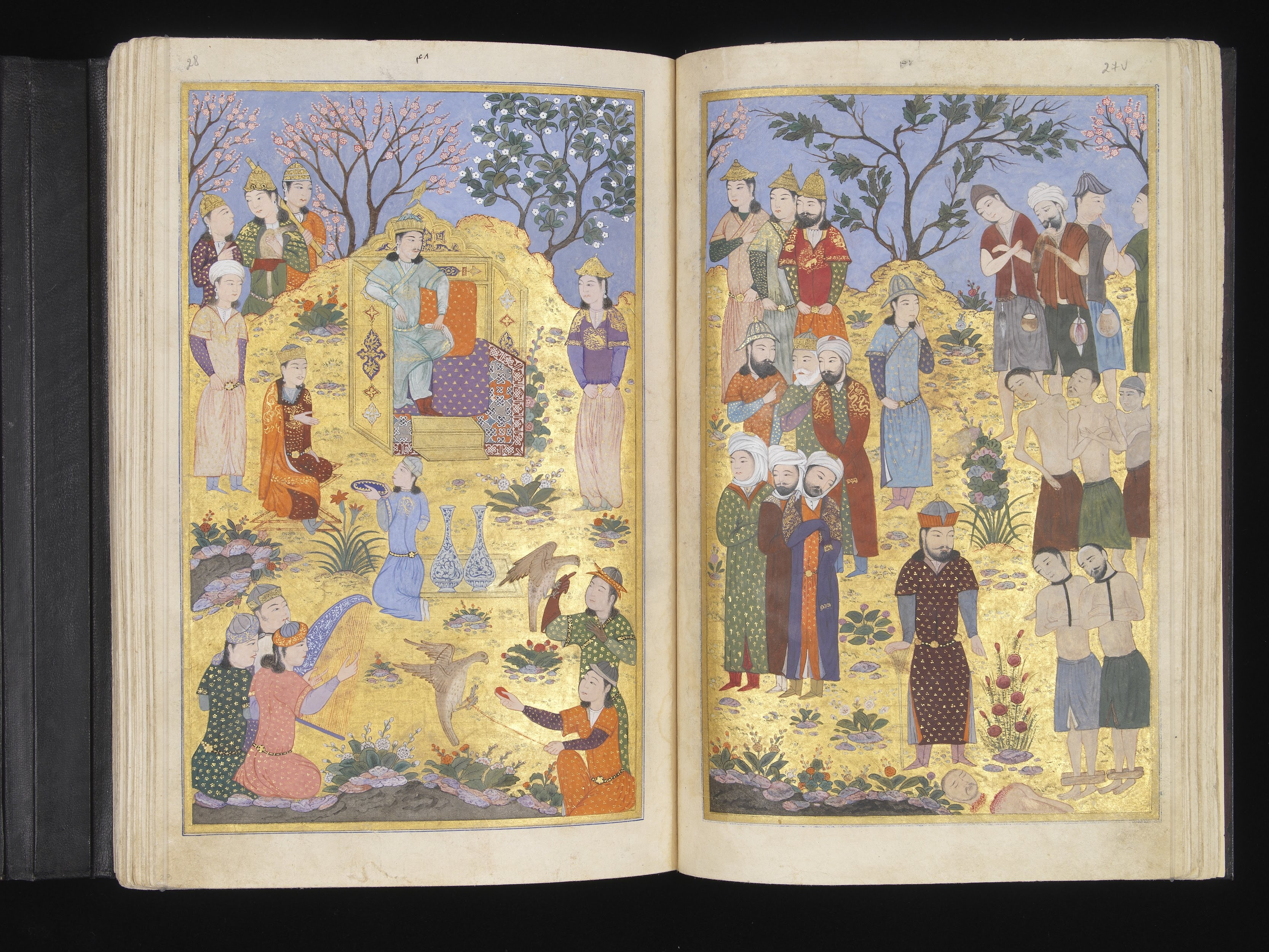
صفحتان من مختارات السلطان إسكندر، بتكليف من إسكندر أثناء حكمه في شيراز. 1410–1411. محفوظة في متحف كالوست جولبنكيان

إسكندر ميرزا (1384 – 1415) كان أحد أفراد الأسرة التيمورية وحفيد مؤسسها، الفاتح تيمور من آسيا الوسطى. وكان إسكندر من بين الأمراء الذين حاولوا المطالبة بالعرش في أعقاب وفاة تيمور. وأصبح حاكمًا بارزًا، وتميز باهتمامه القوي بالثقافة والتعلم. هُزم على يد عمه شاه روخ وأُعدم لاحقًا أثناء محاولة تمرد.

## الخلفية
وُلِد إسكندر في 25 نيسان 1384 وهو الابن الثاني لعمر شيخ ميرزا الأول من زوجته الأميرة المغولية ملكة آغا [الإنجليزية]. كان والده أكبر أبناء تيمور الأربعة وكانت والدته ابنة خان مغولستان [الإنجليزية]، خضر خوجة [الإنجليزية].

## الصعود والحكم

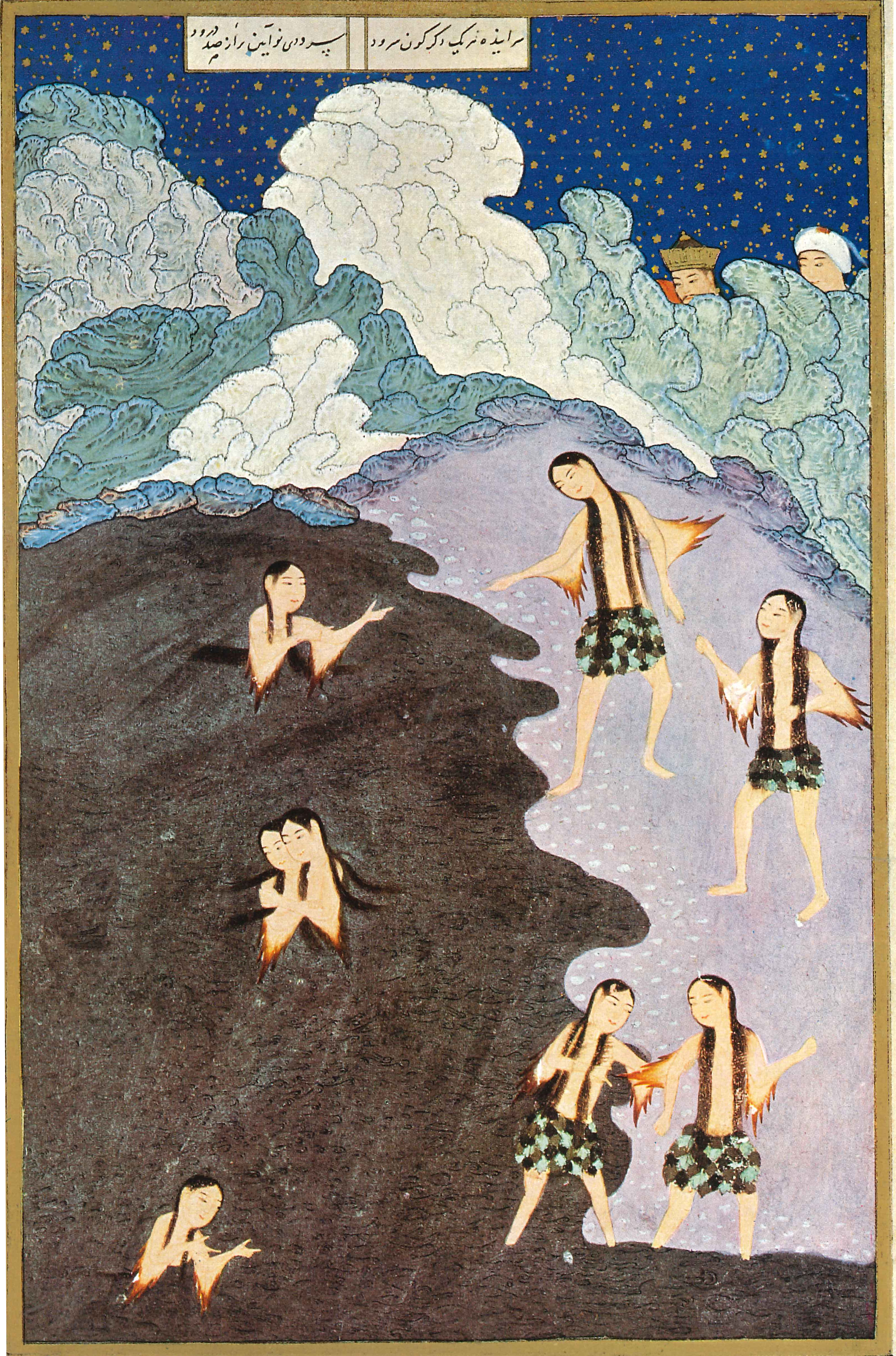
"إسكندر يراقب حوريات البحر وهن يستحمن". صفحة من مختارات إسكندر التي رسمت في عهد إسكندر. رسمت في شيراز عام 1410 م. متحف كالوست جولبنكيان

بحلول عام 1409، كان إسكندر قد تصالح مع بير محمد، بعد أن وافق على خدمة شقيقه في منصب تابع ومرافقته في رحلة استكشافية ضد كرمان. ومع ذلك، خلال هذا الوقت، قُتل بير محمد في محاولة انقلاب. ولكي يتجنب نفس المصير، فر إسكندر إلى شيراز على ظهر حصان، مرتديًا قميصه وقبعة وحذاءً واحدًا فقط. أعلنه نبلاء المدينة حاكمًا عليهم، فأمر بإعدام قتلة بير محمد. أرسل إسكندر عملاءه إلى يزد، واستولوا على المدينة بعد عدة أشهر من الحصار. استغرق الاستيلاء على أصفهان وقتًا أطول، حيث تنافس على السيطرة على المدينة مع حكام متناوبين، بما في ذلك رستم. ومع ذلك، في عام 1411/12، استسلمت هي الأخرى. أطلق إسكندر على المدينة اسم العاصمة الجديدة، وفي العام التالي تبنى لقب السلطان. وفي الوقت نفسه، وسع حكمه ليشمل مدينتي قم وساوة، وهو إنجاز فشل أسلافه في تحقيقه.
حتى قبل أن يحصل على السلطة الملكية الحقيقية، أظهر إسكندر نفسه كشخصية ذات اهتمامات فكرية وثقافية واسعة. وعندما استولى على شيراز لأول مرة في عام 1409، جمع شخصيات دينية بارزة إلى بلاطه، مثل عالم الدين الشريف الجرجاني والشاعر شاه نعمة الله ولي. وفي وقت لاحق، دعا أيضًا شخصيات بارزة من العديد من المجالات الأخرى، مثل علم الفلك. وفي الوقت نفسه، بدأ إسكندر رعاية واسعة النطاق لإنتاج الكتب، مما أدى إلى إنشاء ألبومات ومختارات من الكتابات التاريخية والعلمية والشعر باللغات الفارسية والتركية والعربية. كما تم إطلاق حملة بناء كبرى خلال فترة حكمه.
طوال هذه الفترة، كان إسكندر، على الرغم من خضوعه للسيادة الاسمية لشاه روخ خان، يتصرف بشكل أساسي كحاكم مستقل. بحلول عام 1413/1414، أدت طموحات إسكندر إلى صراع مباشر مع شاه روخ. بسبب التقارير الواردة من مملكة ابن أخيه، أرسل شاه روخ مبعوثًا لدعوته في حملة مشتركة ضد قره قويونلو، كذريعة لجعل إسكندر يعترف بسلطته. وبدلًا من ذلك عاد المبعوث حاملًا أخبارًا مفادها أن الأمير كان يسك العملات المعدنية باسمه. في هذا الوقت، بدأ إسكندر في حشد الحكام المحليين لدعمه في القتال ضد عمه. ردًا على ذلك، حشد شاه روخ قواته في حملة ضد إسكندر، برفقة شقيقيه، رستم وبايقره [الإنجليزية]، في قطاره. في 21 تموز 1414، هُزم إسكندر وأسر في أصفهان، وخضعت المدينة لشاه روخ بعد حصار قصير. وقد تم توزيع أراضي الأمير بين مختلف التيموريين، بما في ذلك بايقره، الذي حصل على همدان ولرستان، ورستم، الذي أعاد أصفهان إليه. كما مُنح رستم حضانة إسكندر، الذي قام بعد ذلك بإعمائه [الإنجليزية].

## الوفاة
وبأمر من شاه روخ، نُقل إسكندر لاحقًا إلى رعاية بايقرا  في عام 1415، أقنع إسكندر آسره بشن تمرده ضد عمه. ومع ذلك، فقد كان هذا العمل من أعمال الفتنة أكثر مما يستطيع إسكندر تحمله، حيث وقع في أسر البدو القشقائيين بالقرب من غندومان وسلموه إلى رستم، الذي أعدمه في نوفمبر من ذلك العام.

## فهرس
- Barthold، Vasilii Vladimirovitch (1963)، Four Studies on the History of Central Asia، Leiden: E.J. Brill، ج. 2، مؤرشف من الأصل في 2023-04-11
- Brend، Barbara (2013)، Perspectives on Persian Painting: Illustrations to Amir Khusrau's Khamsah، Routledge، ص. 44، ISBN:978-1-136-85411-8، مؤرشف من الأصل في 2024-04-24
- Ferrier، Ronald W. (1989)، The Arts of Persia، Yale University Press، ISBN:978-0-300-03987-0، مؤرشف من الأصل في 2024-04-24
- Glassen، E. (15 ديسمبر 1989)، "BĀYQARĀ B. ʿOMAR ŠAYḴ"، Encyclopaedia Iranica، Encyclopaedia Iranica Foundation، مؤرشف من الأصل في 2025-01-16، اطلع عليه بتاريخ 2019-07-25
- Manz، Beatrice Forbes (2007)، Power, Politics and Religion in Timurid Iran، Cambridge University Press، ISBN:978-1-139-46284-6، مؤرشف من الأصل في 2024-04-24
- Soucek، Priscilla (15 ديسمبر 1998)، "ESKANDAR SOLṬĀN"، Encyclopaedia Iranica، Encyclopaedia Iranica Foundation، مؤرشف من الأصل في 2025-02-19، اطلع عليه بتاريخ 2019-12-07
- Woods، John E. (1990)، The Timurid dynasty، Indiana University, Research Institute for Inner Asian Studies، مؤرشف من الأصل في 2023-03-07